# Liste der Kulturdenkmale in Ahrenviölfeld
Die Liste der Kulturdenkmale in Ahrenviölfeld enthält die denkmalgeschützten Kulturdenkmale auf dem Gebiet der Gemeinde Ahrenviölfeld im Kreis Nordfriesland, Schleswig-Holstein (Stand: 10. März 2025).

## Legende
In den Spalten befinden sich folgende Informationen:
- Objekt-ID: die Nummer des Kulturdenkmales
- Lage: die Adresse des Kulturdenkmales und die geographischen Koordinaten. Kartenansicht, um Koordinaten zu setzen. In der Kartenansicht sind Kulturdenkmale ohne Koordinaten mit einem roten Marker dargestellt und können in der Karte gesetzt werden. Kulturdenkmale ohne Bild sind mit einem blauen Marker gekennzeichnet, Kulturdenkmale mit Bild mit einem grünen Marker.
- Offizielle Bezeichnung: Bezeichnung des Kulturdenkmales
- Beschreibung: die Beschreibung des Kulturdenkmales
- Bild: ein Bild des Kulturdenkmales

## Bauliche Anlagen
| Objekt-ID      | Lage                                         | Offizielle Bezeichnung      | Beschreibung | Bild |
| -------------- | -------------------------------------------- | --------------------------- | --- | ---- |
| 47449 Wikidata | Hauptstraße 20 (54° 31′ 59″ N, 9° 16′ 38″ O) | Gasthof Felsenburg          | Gasthof Felsenburg; 1910; eingeschossiger Putzbau über Feldsteinfundament mit pfannengedecktem Schopfwalmdach, zweigeschossigem, übergiebeltem Risalit und Stuckaturen mit Inschrift - Begründung: geschichtlich, städtebaulich - Schutzumfang: gesamtes Objekt - Denkmaltyp: Bauliche Anlage | BW   |
| 107 Wikidata   | Ziegelei 4 (54° 31′ 28″ N, 9° 17′ 33″ O)     | Geesthardenhaus Stoffershof | Geesthardenhaus Geesthardenhaus Stoffershof; wohl 2. Hälfte 19. Jh.; langgestreckter, eingeschossiger, gelber Backsteinbau über Feldsteinfundament, abgeschlossen von einem reetgedeckten Walmdach; das Nebengebäude ein ehem. Schweinestall - Begründung: geschichtlich, Kulturlandschaft prägend - Schutzumfang: Geesthardenhaus Stoffershof, ehem. Schweinestall - Denkmaltyp: Bauliche Anlage | BW   |

## Quelle
- Liste der Kulturdenkmale in Schleswig-Holstein – Kreis Nordfriesland (PDF)

- Karte mit allen Koordinaten:
- OSM |
- WikiMap